# Thanh An, Hớn Quản
Thanh An là một xã thuộc huyện Hớn Quản, tỉnh Bình Phước, Việt Nam.
Xã Thanh An có diện tích 61,64 km², dân số năm 1999 là 8.553 người, mật độ dân số đạt 139 người/km².